# Volkswagen Slovakia
Volkswagen Slovakia (poprzednio Bratislavské Automobilové Závody, a.s. (BAZ)) - spółka niemieckiego koncernu Volkswagen Group z siedzibą w Bratysławie założona w 1991 roku.

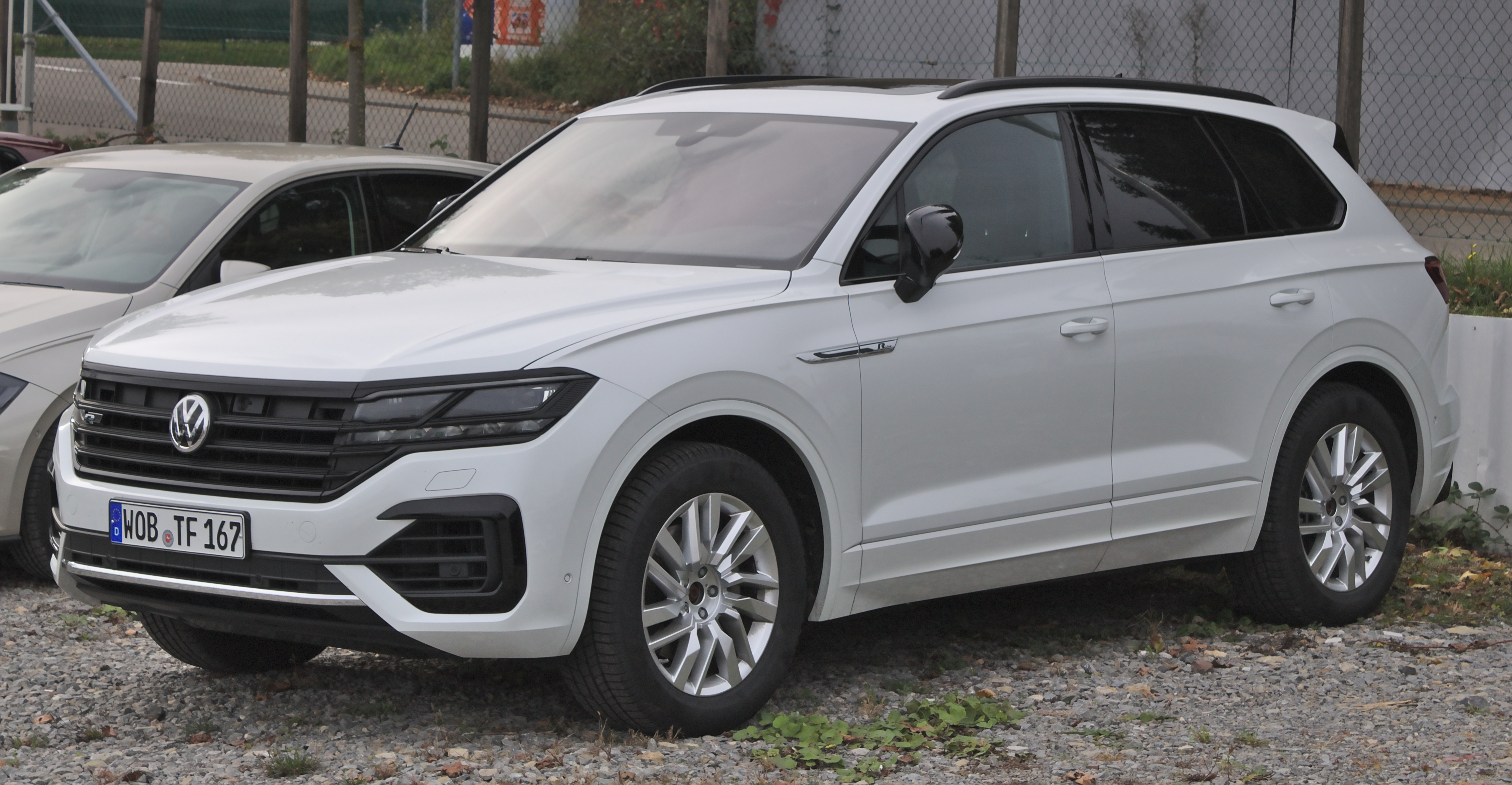
Volkswagen Touareg

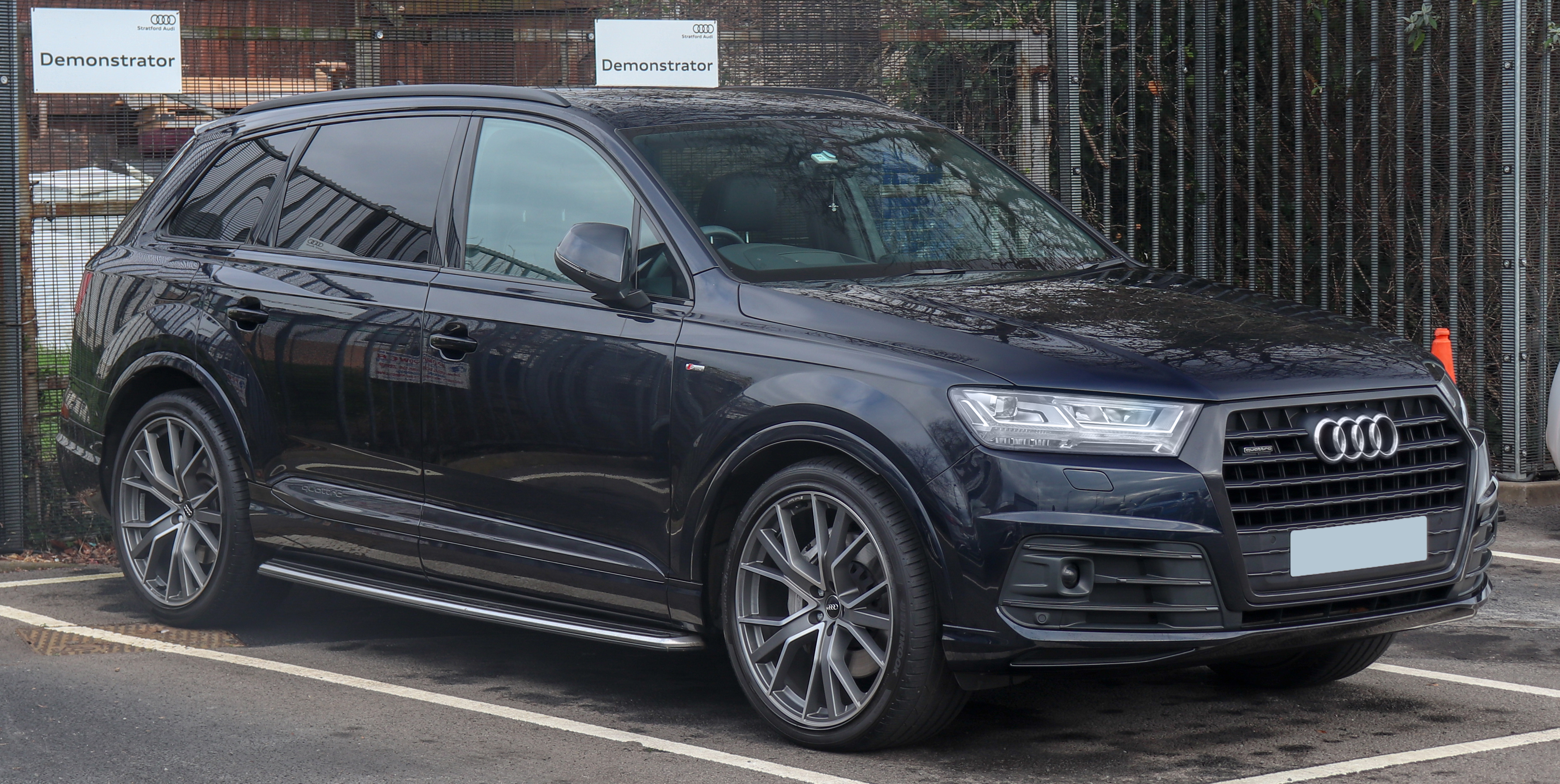
Audi Q7

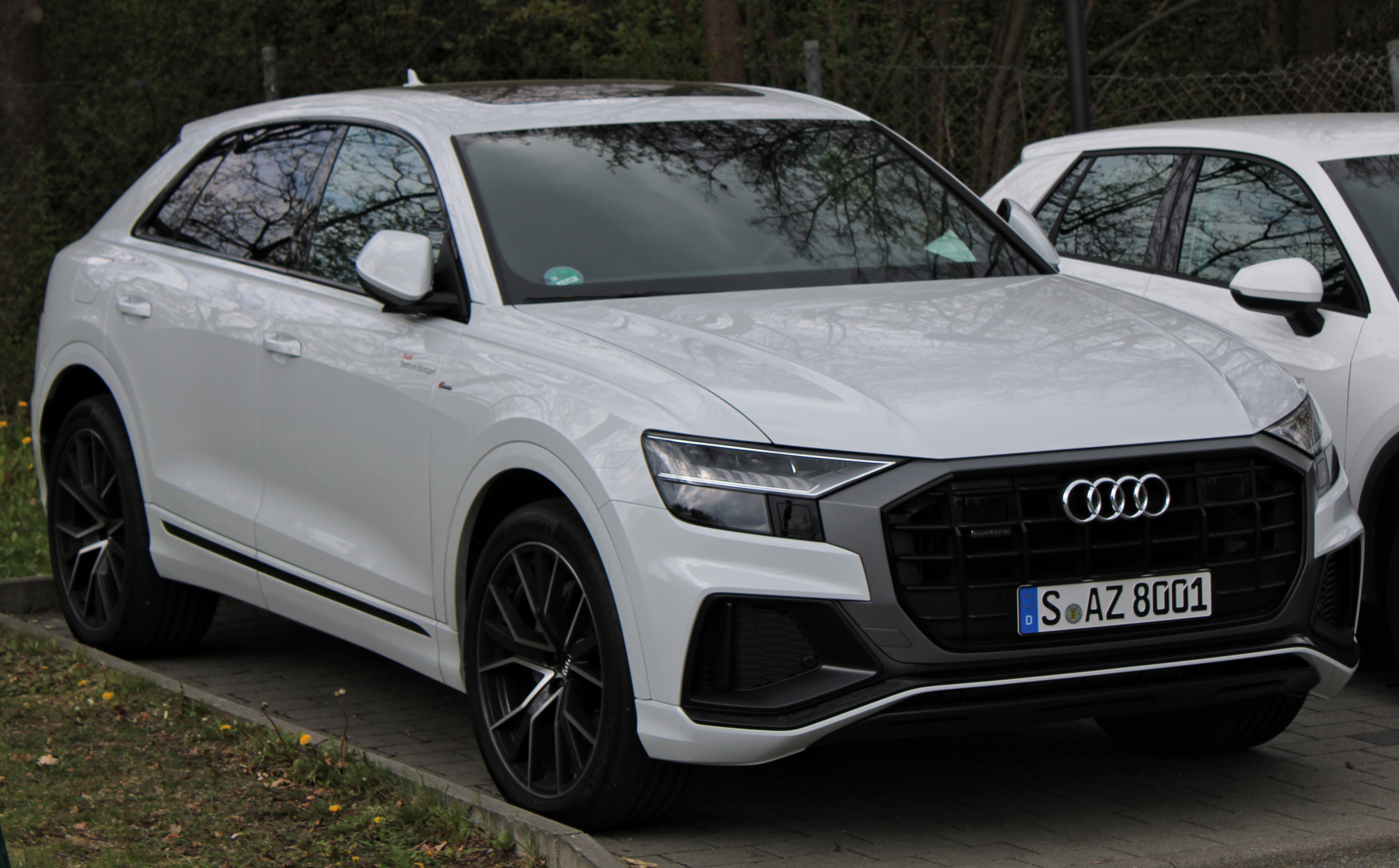
Audi Q8

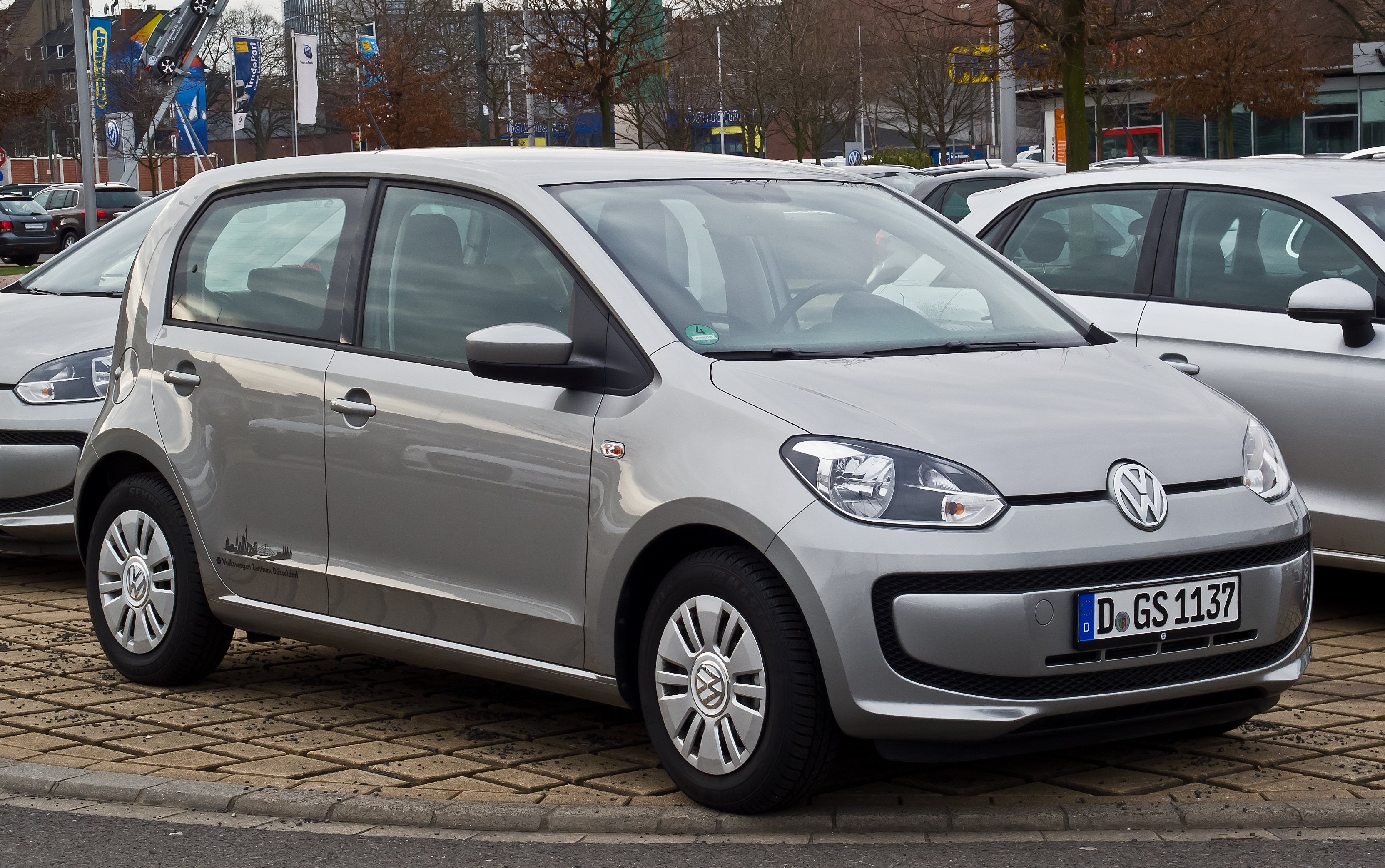
Volkswagen up!

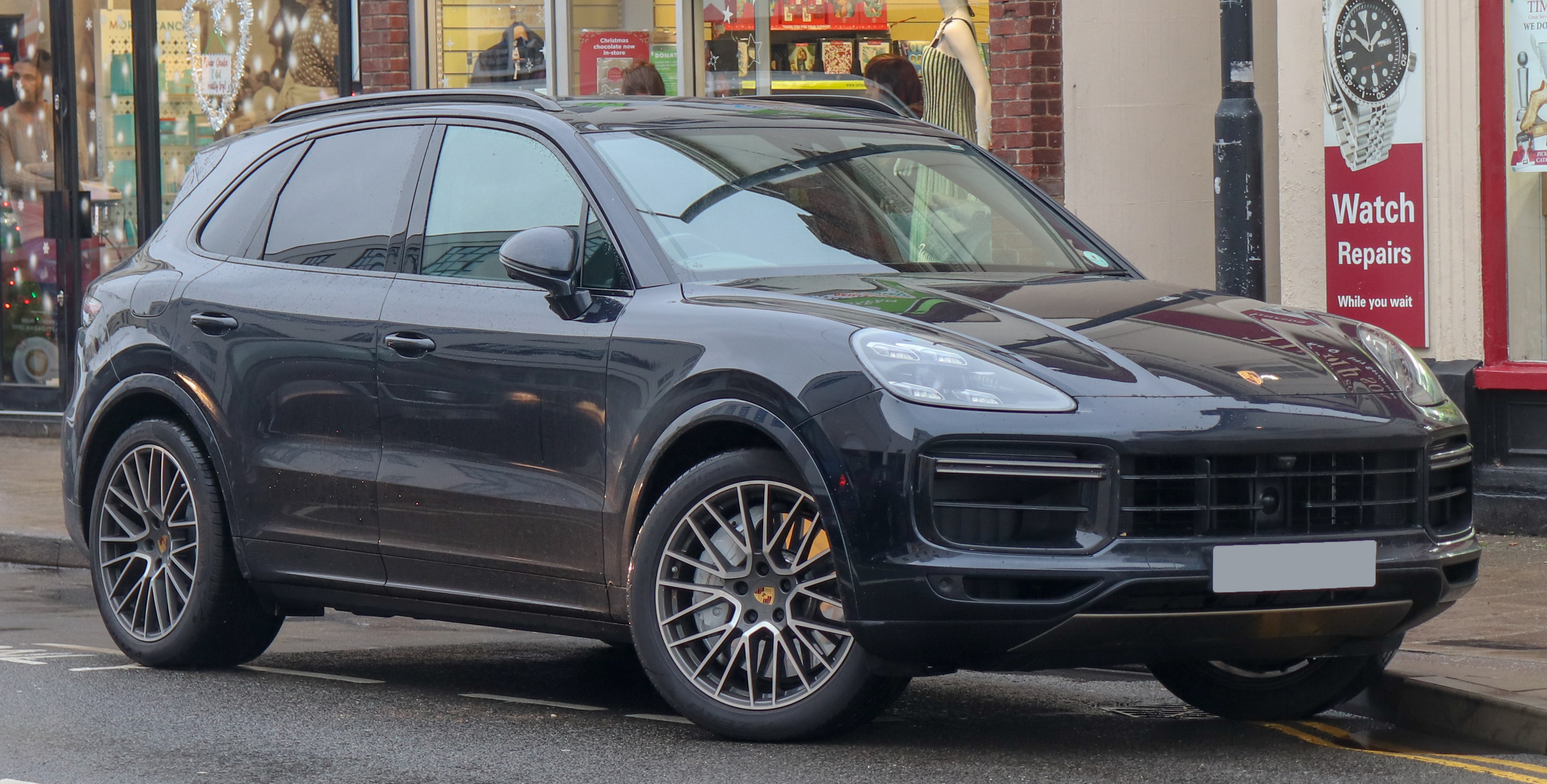
Porsche Cayenne

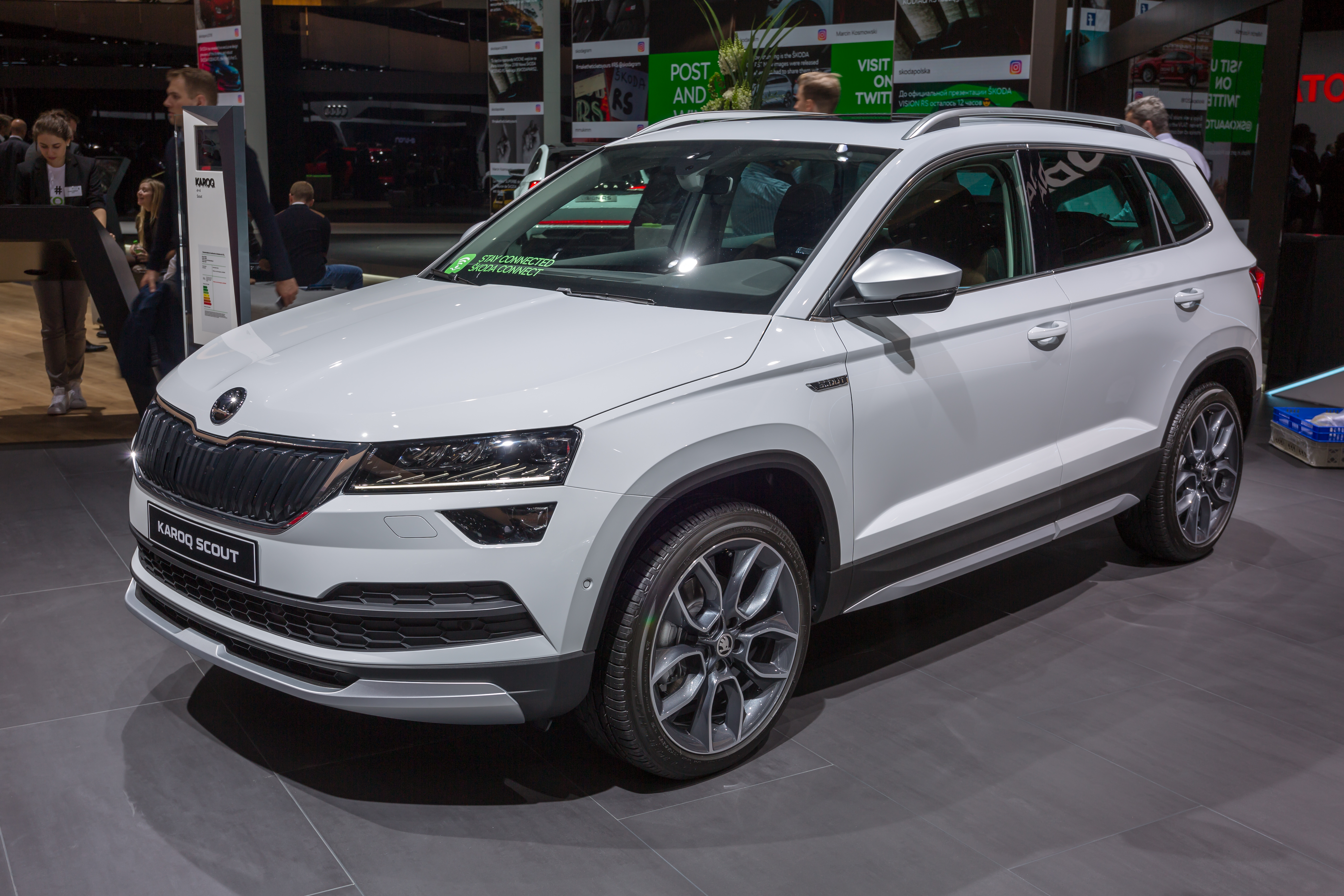
Škoda Karoq

## Historia
W 1991 roku Rząd Słowacji, Bratislavské automobilové závody, a.s. (BAZ) i Grupa Volkswagen podpisali umowę podstawową dotyczącą biznesplanu i utworzenia nowej spółki. Pierwszym produkowanym modelem był Volkswagen Passat B3, który powstawał w latach 1991 − 1993. 
W styczniu 1994 roku uruchomiono produkcję Volkswagena Golfa III.  
W lutym 1998 roku zjechał z taśmy 100 000 samochód wyprodukowany w Bratysławie. Był to czerwony Volkswagen Golf IV. Kilka miesięcy później tego samego roku rozpoczęto produkcję Volkswagena Bory. 
W połowie 1999 roku rozpoczęła się produkcja Volkswagena Polo. Później otwarto fabrykę w Martinie, która produkuje m.in. skrzynie biegów, podwozia i silniki, obecnie ona zatrudnia ok. 800 osób i jest jednym z największym pracodawców w tym regionie.  
W 2002 roku rozpoczęto produkcję Volkswagena Touarega i częściowy montaż Porsche Cayenne. Z okazji rozpoczęcia produkcji SUV-ów zbudowano kolejkę linową do transportu pojazdów z hali montażowej na tor testowy. W styczniu 2003 roku ruszyła produkcja Seata Ibizy, pierwszego modelu pod marką SEAT. W tym samym roku wyprodukowano 1 000 000 samochód z Bratysławy. Jubileuszowym samochodem był Volkswagen Touareg.  
W 2005 roku nastąpiło rozpoczęcie produkcji Audi Q7 i zakończenie Volkswagena Golfa, Volkswagena Bory i Seata Ibizy. 
25 maja 2007 roku zakład wyprodukował 2 000 000 samochód. Pod koniec 2007 roku skończyła się produkcja Volkswagena Polo. 
W marcu 2008 roku zakład rozpoczął produkcję Škody Octavii, która była produkowana do 2010 roku. W lutym 2010 roku uruchomiono produkcję Volkswagena Touarega II i częściowy montaż Porsche Cayenne II. W drugiej połowie 2011 roku ruszyła produkcja trojaczków segmentu A: Volkswagen up!, Škoda Citigo i SEAT Mii. Dzięki temu zakład Volkswagena w Bratysławie stał się unikalny na skalę światową dzięki produkcji pięciu marek pojazdów „pod jednym dachem”.  
W 2013 roku rozpoczęła się produkcja pierwszego elektrycznego samochodu: Volkswagena e-up!. 
W 2014 roku otwarto warsztat narzędziowy SK krok od zakładu w Devínská Nová Ves. W Stupavie produkuje się narzędzia i osprzęt dla zakładów produkcyjnych na całym świecie. Rok później ruszyła produkcja Audi Q7 II. 
W 2017 roku uruchomiono produkcję Porsche Cayenne III, produkowanego już w całości oraz wyprodukowano 5 000 000 pojazd z tego zakładu – biały Volkswagen Touareg. W 2018 roku uruchomiono produkcję Audi Q8, produkowanego wyłącznie w Bratysławie oraz Volkswagena Touarega III
W 2019 roku zakład rozpoczął produkcję Porsche Cayenne Coupe, elektrycznych trojaczków: Škoda Citigo-e iV i SEAT Mii Electric. 
Od 26 października 2020 roku zakład produkuje również Škodę Karoq.
W 2021 roku ogłoszono, że produkcja Volkswagena Passata ponownie rozpocznie się tylko w Bratysławie w 2023 roku. W tym samym miejscu również będzie powstawać jego bliźniacza odmiana – Škoda Superb IV.

## Modele

### Produkowane
- Volkswagen Touareg (od 2002)
- Porsche Cayenne (od 2002)
- Audi Q7 (od 2005)
- Volkswagen up! (od 2011)
- Audi Q8 (od 2018)
- Porsche Cayenne Coupe (od 2019)
- Škoda Karoq (od 2020)

### Nieprodukowane
- SEAT Mii (2011−2021)
- Škoda Citigo (2011−2020)
- Škoda Octavia (2008−2010)
- Volkswagen Polo (1999−2007)
- SEAT Ibiza (2003−2005)
- Volkswagen Golf (1994−2005)
- Volkswagen Bora (1998−2005)
- Volkswagen Passat (1991−1993)